# Maurice Corbisier
Maurice Corbisier (Glimes, 28 september 1956) is een Belgisch voormalig syndicalist voor het ABVV.

## Levensloop
Corbisier volgde een lerarenopleiding aan de normaalschool te Geldenaken, alwaar hij in 1965 afstudeerde. Vervolgens ging hij aan de slag bij de gemeenteschool van Watermaal-Bosvoorde. Deze functie combineerde hij met studies aan de Arbeidershogeschool. Nadat hij aldaar in 1975 afstudeerde als sociaal assistent ging hij aan de slag als adjunct- en vervolgens gewestelijk secretaris van de Algemene Centrale (AC) Luxemburg, een functie die hij uitoefende tot 1985.
In 1985 werd hij federaal secretaris van de AC Brussel en vervolgens algemeen secretaris (1995) en voorzitter (1998 - 2003) van de Brusselse intergewestelijke. Tevens werd hij adjunct- (1987), nationaal secretaris (1989), algemeen secretaris (1992) en ten slotte voorzitter (1998) van deze vakcentrale, een mandaat dat hij uitoefende tot 2006. In de hoedanigheid van voorzitter werd hij opgevolgd door Alain Clauwaert.